# Kolarstwo na Letnich Igrzyskach Olimpijskich 1900
Zawody w kolarstwie na Letnich Igrzyskach Olimpijskich 1900 w Paryżu rozegrane zostały po raz drugi w historii igrzysk olimpijskich. Zawodnicy rywalizowali w trzech konkurencjach: sprincie na 2 km, wyścigu torowym na 25 km i wyścigu punktowym na 5 km. W ramach wystawy światowej odbyło się również 12 innych wydarzeń kolarskich, jednak nie są one uznawane przez Międzynarodowy Komitet Olimpijski. 
Wyścigi kolarskie odbyły się w dniach 9–16 września 1900 r. W dwóch konkurencjach olimpijskich wystartowało 72 kolarzy z 7 państw.
Pięć na dziewięć medali, w tym dwa złote, zdobyli zawodnicy z Francji.

## Uczestnicy
W zawodach brało udział 72 zawodników z 7 państw:
- Belgia (1)
- Cesarstwo Niemieckie (3)
- Francja (58)
- Królestwo Czech (1)
- Stany Zjednoczone (1)
- Wielka Brytania (1)
- Włochy (7)

## Medaliści
| Konkurencja                        | Złoto              | Srebro           | Brąz              |
| ---------------------------------- | ------------------ | ---------------- | ----------------- |
| Sprint (2 km) (szczegóły)          | Albert Taillandier | Fernand Sanz     | John Henry Lake   |
| 25 km (wyścig torowy) (szczegóły)  | Louis Bastien      | Lloyd Hildebrand | Auguste Daumain   |
| Wyścig punktowy (5 km) (szczegóły) | Enrico Brusoni     | Karl Duill       | Louis Trousselier |

## Tabela medalowa
| Lp.   | Państwo                    | Złoto | Srebro | Brąz | Razem | Źródło |
| ----- | -------------------------- | ----- | ------ | ---- | ----- | ------ |
| 1     | Francja (FRA)              | 2     | 1      | 2    | 2     | [ 1 ]  |
| 2     | Włochy (ITA)               | 1     | 0      | 0    | 1     | [ 1 ]  |
| 3     | Cesarstwo Niemieckie (GER) | 0     | 1      | 0    | 1     | [ 1 ]  |
| 3     | Wielka Brytania (GBR)      | 0     | 1      | 0    | 1     | [ 1 ]  |
| 5     | Stany Zjednoczone (USA)    | 0     | 0      | 1    | 1     | [ 1 ]  |
| Razem | Razem                      | 3     | 3      | 3    | 9     |        |

## Konkurencje nieolimpijskie
W ramach wystawy światowej rozegranych zostało 12 wydarzeń kolarskich:
- 50 kilometrów,
- tandemy,
- inter-rêgionale,
- 100 mil (zwycięzca - Taylor, Francja),
- sprint dla profesjonalistów (zwycięzca - Meyers, Belgia),
- 100 kilometrów (zwycięzca: Chase, Wielka Brytania),
- wyścig narodów (zwycięzca: Stany Zjednoczone),
- handicap,
- handicap dla amatorów,
- jazda na punkty dla profesjonalistów,
- wyścig na dochodzenie indywidualny,
- Bol d'Or (zwycięzca: Mathieu Cordang, Holandia).